# The Oncologist
The Oncologist ist eine wissenschaftliche Fachzeitschrift, die vom Alphamed Press-Verlag veröffentlicht wird. Die Zeitschrift ist das offizielle Publikationsorgan der Society of Translational Oncology und erscheint derzeit mit zwölf Ausgaben im Jahr. Es werden Arbeiten veröffentlicht, sich mit Fragen der chirurgischen, strahlenmedizinischen oder onkologischen Behandlungsweise maligner Erkrankungen beschäftigen.
Der Impact Factor lag im Jahr 2015 bei 4,789. Nach der Statistik des ISI Web of Knowledge wird das Journal mit diesem Impact Factor in der Kategorie Onkologie an 40. Stelle von 213 Zeitschriften geführt.